# Revuelta de los Turbantes Rojos (1854-1856)
La Rebelión del Turbante Rojo de 1854-1856 fue una rebelión de miembros de la Tiandihui o Sociedad del Cielo y la Tierra (天地會) en la provincia de Guangdong del sur de China.
El núcleo inicial de los rebeldes fueron las sociedades secretas de Tiandihui que participaron tanto en la actividad revolucionaria como en el crimen organizado, como la prostitución, la piratería y el contrabando de opio. Muchas logias se formaron originalmente para la autodefensa en disputas entre los lugareños y los migrantes de las provincias vecinas. Estaban organizados en logias locales dispersas, cada una bajo un maestro de logia (堂主), y en octubre de 1854 eligió a Li Wenmao y Chen Kai como maestros conjuntos de la alianza (盟主).
En el verano de 1854, 50.000 forajidos, proclamando la restauración de la dinastía Ming, capturaron Qingyuan. Esto hizo que los Tiandihui se rebelaran en la ciudad de Conghua, a sesenta kilómetros al noreste de la capital provincial. Los Turbantes Rojos fueron formados por miembros religiosos de Tiandihui, como Qiu Ersao, que se unió al Reino Celestial Taiping con miles más. En septiembre, las fuerzas comandadas por Ling Shiba, afiliado a Taiping, capturaron Luoding y lo convirtieron en su cuartel general. Ling Shiba estaba conectado con los rebeldes de Taiping, ya que también era miembro de la Sociedad de Adoración de Dios de Taiping.: 660 
El virrey de Guangdong Xu Guangjin (徐廣縉) envió valientes (勇, o milicia irregular) a la frontera para hacer frente a la situación, pero en su mayoría desertaron a los rebeldes. El virrey de Liangguang Ye Mingchen luego formuló una estrategia de sobornar a los líderes de la logia para que desertaran, lo que tuvo éxito en poner a Ling en el talón, y el emperador lo ascendió a virrey. Más tarde, estaría a cargo de purgar Guangdong de cualquier proscrito antigubernamental. Más de un millón de personas de Guangdong fueron condenadas a muerte y ejecutadas.
Con el fin de financiar una mayor defensa de la provincia contra la rebelión Taiping, comenzaron a imponerse fuertes impuestos a la población. Esto resultó en la alienación de la población, mientras que la inundación del río Pearl se sumó a sus problemas económicos. La victoria de Taiping en la captura de Nanjing impulsó a los Tiandihui a redoblar sus esfuerzos revolucionarios. Un grupo, aliado con la Small Swords Society en la provincia vecina de Fujian, logró apoderarse de la ciudad de Huizhou, y el líder rebelde He Liu procedió a capturar la ciudad de Dongguan, seguida de la captura de Chen Kai de la principal ciudad de Foshan el 4 de julio de 1854..

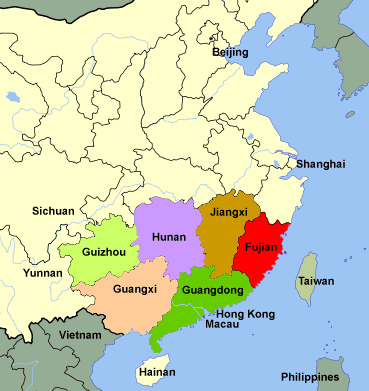
Provincia de Guangdong y provincias vecinas del sur de China

Los Turbantes Rojos no lograron tomar la ciudad de Guangzhou, pero lucharon por gran parte del país a su alrededor durante más de un año..: 473  La falta de coordinación había agotado los suministros de la alianza rebelde, que flaqueó durante el ataque a la capital provincial de Guangzhou, donde la nobleza había logrado levantar una fuerza de milicia para defender la ciudad junto a la Marina Real Británica que intervino en el lado del gobierno.
En 1856, después de no poder capturar Guangzhou, las fuerzas del Turbante Rojo, con la esperanza de reagruparse con las fuerzas de Taiping en Nanjing, se retiraron al norte y ocuparon partes de la provincia de Guangxi, proclamando el Reino de Dacheng y lograron resistir durante nueve años, mientras otros luchaban para abrirse camino. territorio controlado por el gobierno en la provincia de Hunan y finalmente en la provincia de Jiangxi, donde se unieron con las fuerzas Taiping de Shi Dakai; algunos de estos se consolidaron como la Fuerza de la Bandera de las Flores (花旗军)del Reino Celestial Taiping. Muchos fueron aplastados por el ejército de Xiang en el camino.:  

## Etapa Dacheng
La rebelión fue liderada por Chen Kai (陳開) y Li Wenmao (李文茂), que eran ambos de la etnia Zhuang. Capturaron varios condados y sitiaron Guangzhou, pero el ejército Qing logró recuperar la mayor parte del territorio. Los rebeldes se retiraron al oeste de Guangxi y capturaron Xunzhou (actual Guiping) en 1855, rebautizándolo como Xiujing (秀京), y la hicieron su capital.
Al ejército del Reino de Dacheng se unieron las fuerzas de otros rebeldes de Zhuang, como Huang Dingfeng (黃鼎鳳), Li Wencai (李文彩) y Li Jingui (李錦貴), Todos se rebelaron contra los Qing desde la década de 1850..
Otros regímenes rebeldes a corto plazo se establecieron junto a Dacheng, como el Reino Yanling y el Reino Celestial Shengping.
En noviembre de 1856, Li Wenmao sitió y capturó Liuzhou. En abril de 1857, Chen Kai capturó Wuzhou. Avanzaron hasta Yongzhou (ahora Nanning) y capturaron la ciudad. En septiembre de 1857, el Reino de Dacheng logró expandir la mitad de Guangxi, un área equivalente al norte de Vietnam. Emitieron su propia moneda llamada Pingjing Shengbao (平靖勝寶).
In 1857, Li Wenmao atacó Guilin. Sin embargo, el ejército Qing, comandado por Jiang Yili (蒋益澧) logró recuperar Wuzhou. Durante una batalla en Huaiyuan, Li Wenmao murió. Liuzhou luego cayó ante los Qing. En 1859, Chen Kai dirigió una gran fuerza terrestre y naval en un ataque a Wuzhou. El ataque falló y Chen Kai tuvo que retirarse con grandes pérdidas.
En febrero de 1861, el ejército Qing atacó Xiujing. La ciudad cayó después de un asedio de seis meses. Chen Kai murió en la batalla. La rebelión luego entró en una fase de insurgencia, resistiendo activamente al ejército Qing hasta que los últimos rebeldes se rindieron en mayo de 1864.

## Impacto
La participación británica en la contrainsurgencia mediante la venta de armamento británico a las fuerzas gubernamentales y permitiendo que la navegación china que los transportaba para evitar el ataque rebelde utilizando la bandera británica, conduciría a la segunda guerra del Opio cuando un barco pirata con bandera británica fue capturado por las fuerzas del gobierno chino.